# Åge Aleksandersen
Åge Aleksandersen, född 21 mars 1949 i Namsos i Tröndelag, är en norsk sångare, låtskrivare och gitarrist.
Aleksandersen är upphovsman till bland annat sången "Lys og varme" ("Ljus och värme") från 1984, som med text på svenska blev en stor hit för dansbanden Matz Bladhs (1985) och Vikingarna (1986). Han har också arbetat med bland andra Björn Afzelius. Aleksandersens kompband sedan länge kallas Sambandet, men han spelar även in soloalbum. Sedan skivdebuten 1975 har han sålt drygt 1,5 miljoner skivor i hemlandet Norge. Han var pionjär i norskt musikliv med att sjunga på sin egen dialekt, trönderska, vilket gav upphov till termen trönderrock. Hans låt "Min Dag" spelas i filmen "Död Snö".

## Diskografi

### Med Prudence
Studioalbum
- Tomorrow May Be Vanished (1972)
- Drunk and Happy (1973)
- No. 3 (1974)
- Takk te Dokk (1975)

Livealbum
- 11/12-75 (1976)
- Live Sveriges Radio 17.11.73 (2018)

Samlingsalbum
- If Only Yesterday Could be Today, Greatest Hits (1975)
- The Legendary Prudence Tapes, vol.1 (1992)
- Det det va (2005)

### Solo
Studioalbum
- 7800 Namsos (1975)
- Mot i brystet, mord i blikket, Bomben und Granaten (1976)
- Lirekassa (1977)
- French only (1979)
- Ramp (1980)
- Dains me mæ (1982)
- Levva livet (1984)
- Eldorado (1986)
- Solregn (1989)
- Laika (1991)
- Din dag (1993)
- Med hud og hår (1995)
- Fredløs - Dylan på norsk (1997)
- Flyg av sted (1999)
- Gamle ørn (2000)
- Linedans (2002)
- To skritt frem (2005)
- Snöharpan (2006, med dikt av Dan Andersson)
- Katalysator (2008)
- Furet værbitt (2011)
- Sukker og salt (2014)

- Ingen nåde (2021)

Livealbum
- 4 skritt tilbake (2005)

EP
- Big-5: Åge Aleksandersen (2010)

Samlingsalbum
- Åge Aleksandersens beste (1977)
- Åge's utvalgte (1980)
- Åge Aleksandersens beste (1984)
- Lys og varme (1984)
- Ljus och värme (1985)
- Sanger (1990)
- Åges beste 1972-1994 (1994)
- Mit danske eventyr (2000)
- Åge Original (2001)
- Gull (2005)
- Åge-boks 1 (2009)
- Åge-boks 2 (2009)
- Det e langt å gå til Royal Albert Hall (2016)

Samarbeten
- Mølje og sodd (1981, med Oluf)
- Hilsen fra Nicaragua (1990, med Björn Afzelius)
- To Stemmer - 14 Akustiske Sanger & Konsertfilm (2008, med Mikael Wiehe)

## Band
- Mads Inc (1965–1967)
- The Buccaneers (1968–1969)
- The Tunes (1969)
- Whoopee Choop (1969)
- Dear Prudence (1969–1970)
- Prudence (1970–1975)
- Sambandet (1976–1987, 2003– )
- Åge Aleksandersen Band (1975, 1988–2002)

### Prudence
Medlemmar
- Åge Aleksandersen – sång, gitarr, låtskrivare (1970–1975)
- Per Erik Wallum – sång, flöjt, låtskrivare (1970–1975; död 1990)
- Terje Tysland – dragspel, gitarr, piano, sång, låtskrivare (1971–1975)
- Johan Tangen – mandolin, kör (1971–1975)
- Kaare Skevik jr. – trummor (1970–1975)
- Kjell Ove Riseth – basgitarr (1970–1975)
- Jan Devik – basgitarr, kör (1975)

### Sambandet
Nuvarande medlemmar
- Skjalg Raaen – gitarr (2005– )

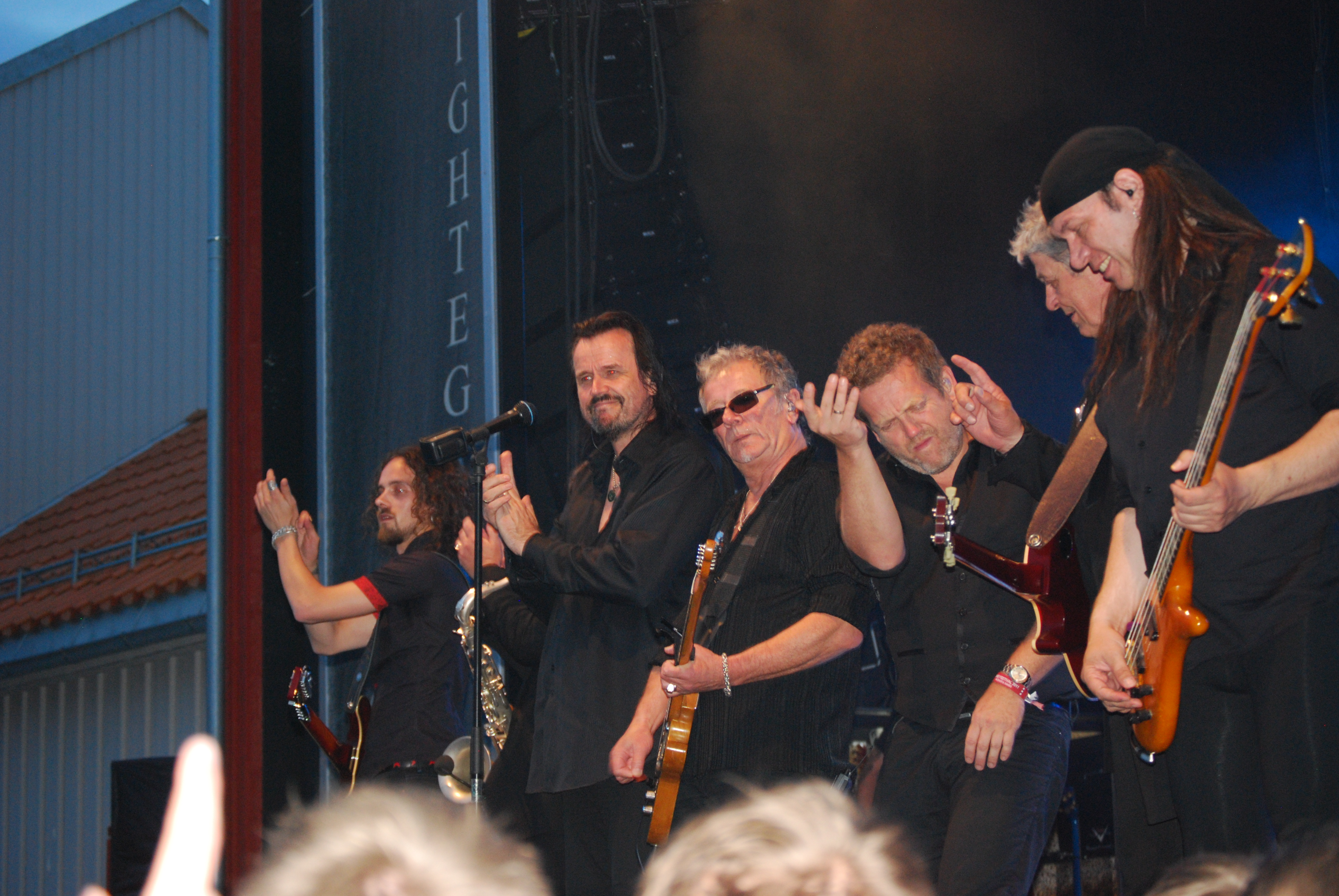
Åge Aleksandersen och Sambandet 2011.

- Steinar Krokstad – trummor (2003– )
- Gunnar Pedersen – gitarr (1982–1987, 2003– )
- Terje Tranaas – keyboard, dragspel (1984–1987, 2003– )
- Bjørn Røstad – saxofon, tamburin, kör (1980–1987, 2003– )
- Morten Skaget – basgitarr, kör (2003– )

Tidigare medlemmar
- Gunnar Andreas Berg – gitarr (1978–1979)
- Tor Evensen – basgitarr (1978–1987)
- Lasse Hafreager – keyboard (1980–1987)
- Bill Booth – violin (1985–1987)
- Per Christian Lindstad – gitarr (1978)
- Lars Kim Moe – basgitarr (1977)
- Geir Myklebust – gitarr (1976)
- Alf E. Skille – keyboard (1978)
- Christian Schreiner – basgitarr (1976)
- Kaare Skevik jr. – trummor (1982–1986)
- Knut Stensholm – trummor (1978–1987)
- Bård Svendsen – keyboard (1978–1979)
- Kjetil Sandnes – basgitarr (2000–2003)
- Andreas Aase – gitarr (2003–2004)
- Arne Jacobsen – gitarr (1976–1977)
- Tore Elgarøy – gitarr (1985)
- Carl Haakon Waadeland – trummor (1985–1987)